# Hump Passage
Die Hump Passage (englisch für Buckeldurchgang) ist eine breite Scharte im Königin-Maud-Gebirge der antarktischen Ross Dependency. Südöstlich des Barnum Peak wird sie am Rand des Polarplateaus vom Liv-Gletscher durchflossen.
Der US-amerikanische Polarforscher Richard Evelyn Byrd überflog sie im Jahr 1929 bei seinem historischen Südpolflug und benannte sie als Hump (englisch für Buckel). Die Südgruppe einer von 1961 bis 1962 durchgeführten Kampagne im Rahmen der New Zealand Geological Survey Antarctic Expedition erkundeten sie und passten Byrds Benennung der Natur des geographischen Objekts entsprechend an.